# Montoy-Flanville
Montoy-Flanville korábbi község Franciaországban, Moselle megyében. Lakosainak száma 1274 fő (2018. január 1.). Montoy-Flanville Coincy, Noisseville, Nouilly, Ogy és Retonfey községekkel határos.
2017. január 1-jén Ogy korábbi községgel egyesült és az így létrejött Ogy-Montoy-Flanville új község része lett.

## Népesség
A település népességének változása:
| Lakosok száma | 1117 | 1182 | 1725 | 1223 | 1274 |
|               | 2013 | 2015 | 2016 | 2017 | 2018 |